# 안녕, 절망선생의 보너스 목록
아래는 만화 안녕, 절망선생의 한국어판 단행본의 보너스 페이지 및 표지를 정리한 것이다. 학산문화사의 번역판을 기준으로 정리하였으며, 실제 일본어판 단행본과 다소 차이가 있을 수 있다. 역자는 설은미. 25권 이후에는 허강미이다.
목록의 등장하는 모든 인물은 본편의 등장 인물들이며, 다음은 안녕, 안녕, 절망선생의 등장 인물 목록과 병행해서 보면, 더욱 상세하고 쉽게 필요한 정보를 얻을 수 있다.

## 1권
- 앞쪽 속표지

코모리 키리가 표지에서 담요를 뒤집어 쓴채로 "열지 마세요"(開けないでよ)라고 말한다.
- 타이틀 등장 인물

이토시키 노조무
- 목차 등장 인물

이토시키 노조무
- 뒤쪽 속표지

오토나시 메루가 독설 메일을 보내고 있다.
- 보너스 페이지

매거진 연재 게시전에 실린, 예고 만화가 실려있다.

## 2권
- 앞쪽 속표지

코모리 키리가 목욕을 하면서 "열지 마세요"라고 말한다
- 타이틀 등장 인물

이토시키 노조무
- 목차 등장 인물

후우라 카후카
- 뒤쪽 속표지

후우라 카후카가 그린 단편만화가 실려있다.
- 보너스 페이지

절망적인 앙케트가 실려있다.

## 3권
- 앞쪽 속표지

코모리 키리가 바지를 갈아입으며 "열지 마세요"라고 말한다
- 타이틀 등장 인물

이토시키 노조무
- 목차 등장 인물

이토시키 노조무
- 뒤쪽 속표지

코부시 아비루가 아버지를 폭행한다.
- 보너스 페이지

키츠 치리와 쿠도 쥰이 진행하는 주간 절망선생 비평이 실려있다.

## 4권
- 앞쪽 속표지

코모리 키리가 윗옷을 갈아입으며 "열지 마세요"라고 말한다
- 타이틀 등장 인물

이토시키 노조무
- 목차 등장 인물

세키우츠 마리아 타로
- 뒤쪽 속표지

이토시키 노조무의 편지함을 체크하는 츠네츠키 마토이.
- 보너스 페이지

가상의 만화가인 하시모토 야스시와 코메타 오사무의 인터뷰를 실었다.

## 5권
- 앞쪽 속표지

코모리 키리가 치마를 갈아입으며 "열지 마세요"라고 말한다.
- 타이틀 등장 인물

이토시키 노조무
- 목차 등장 인물

쿠도 쥰
- 뒤쪽 속표지

이토시키 마지루가 머리를 씻으며 "열지 마"라고 말한다
- 보너스 페이지

키츠 치리와 쿠도 쥰이 진행하는 절망선생 그리기 노래가 실려있다.

## 6권
- 앞쪽 속표지

코모리 키리가 셸터 안에서 "열지 마세요"라고 말한다
- 타이틀 등장 인물

이토시키 노조무
- 목차 등장 인물

잇큐
- 뒤쪽 속표지

후지요시 하루미의 시간을 달리는 소녀 패러디가 실려있다.
- 보너스 페이지

절망선생의 달력 원안이 그려져있다.

## 7권
- 앞쪽 속표지

코모리 키리가 가까이에서 "열지 마세요"라고 말한다.
- 타이틀 등장 인물

이토시키 노조무, 이토시키 마지루
- 목차 등장 인물

츠네츠키 마토이
- 뒤쪽 속표지

4컷만화가 실려있다.
- 보너스 페이지

절망적 뇌 트레이닝이 실려있다.

## 8권
- 앞쪽 속표지

코모리 키리가 이불 속에서 "열지 마세요"라고 말한다
- 타이틀 등장 인물

이토시키 노조무
- 목차 등장 인물

세키우츠 마리아 타로, ???
- 뒤쪽 속표지

이토시키 마지루가 등장.
- 보너스 페이지

셀프 애니메이션이 실려있다.

## 9권
- 앞쪽 속표지

코모리 키리가 수박 안에서 "열지 마세요"라고 말한다. CV 타니이 아스카
- 타이틀 등장 인물

이토시키 노조무
- 목차 등장 인물

코부시 아비루
- 뒤쪽 속표지

이토시키 마지루가 등장.
- 보너스 페이지

절망 온도.

## 10권
- 앞쪽 속표지

씻을 준비를 하는 코모리 키리가 "열지 마세요"라고 말한다.
- 타이틀 등장 인물

이토시키 노조무
- 목차 등장 인물

후지요시 하루미
- 뒤쪽 속표지

간단한 만화가 실려있다.
- 보너스 페이지

절망선생의 자체 애니메이션 홍보특집이 실려있다.

## 11권
- 앞쪽 속표지

코모리 키리가 캐미솔 지퍼를 올리며 "열지 마세요"라고 말한다.
- 타이틀 등장 인물

이토시키 노조무
- 목차 등장 인물

오토나시 메루
- 뒤쪽 속표지

이토시키 마지루가 등장한다.
- 보너스 페이지

쿠메타 코지의 고민 상담실.

## 12권
- 앞쪽 속표지

코모리 키리가 바지를 갈아입으며 "열지 마세요"라고 말한다
- 타이틀 등장 인물

이토시키 노조무
- 목차 등장 인물

코모리 키리
- 뒤쪽 속표지

세키우츠 마리아 타로, 키요히코
- 보너스 페이지

키요히코의 밤 반성 좌담회

## 13권
- 앞쪽 속표지

시력검사를 하고있는 코모리 키리가 "열지 마세요"라고 말한다.
- 타이틀 등장 인물

이토시키 노조무
- 목차 등장 인물

아오야마, 하가
- 뒤쪽 속표지

카가 아이가 사죄한다.
- 보너스 페이지

애니메이션이 끝난 후 풀어진 2학년 헤반.

## 14권
- 앞쪽 속표지

코모리 키리가 바니걸 복장으로 "열지 마세요"라고 말한다.
- 타이틀 등장 인물

후우라 카후카, 키츠 치리, 히토 나미, 오토나시 메루, 코부시 아비루, 키무라 카에레 - 컬러
- 목차 등장 인물

이토시키 노조무 - 컬러
- 뒤쪽 속표지

4컷만화가 실려있다.
- 보너스 페이지

신작 구상 페이지.

## 15권
- 앞쪽 속표지

목욕하려는 코모리 키리가 "열지 마세요"라고 말한다.
- 타이틀 등장 인물

이토시키 노조무
- 목차 등장 인물

미타마 마요, 봉개
- 뒤쪽 속표지

카가 아이가 사죄한다.
- 보너스 페이지

본편의 스핀오프 만화가 실려있다.

## 16권
- 앞쪽 속표지

코모리 키리가 욕탕 안에서 "열지 마세요"라고 말한다.
- 타이틀 등장 인물

이토시키 노조무, 세키우츠 마리아 타로
- 목차 등장 인물

이토시키 마지루
- 뒤쪽 속표지

멍하니 있는 오오라 카나코
- 보너스 페이지

이토시키 노조무의 고교시절 이야기.

## 17권
이 권부터 이토시키 노조무가 아닌 다른 등장 인물들이 맨 앞표지에 실린다.
- 표지

후우라 카후카
- 앞쪽 속표지

담요와 분리되어있는 코모리 키리가 "열지 말아요"라고 말한다
- 타이틀 등장 인물

이토시키 노조무
- 목차 등장 인물

카가 아이, 세키우츠 마리아 타로
- 뒤쪽 속표지

뒷표지로 밀려 눈물짓는 이토시키 노조무.
- 보너스 페이지

단편만화 "죄기의 집"

## 18권
- 표지

코모리 키리
- 앞쪽 속표지

경단을 먹고있는 카가 아이.
- 타이틀 등장 인물

이토시키 노조무
- 목차 등장 인물

코부시 아비루
- 뒤쪽 속표지

이토시키 미코토가 등장한다.
- 보너스 페이지

절망선생 페이퍼 크래프트.

## 19권
- 표지

츠네츠키 마토이
- 앞쪽 속표지

추리하는 카가 아이.
- 타이틀 등장 인물

이토시키 노조무
- 목차 등장 인물

코모리 키리. 이토시키 마지루
- 뒤쪽 속표지

이토시키 케이가 등장한다.
- 보너스 페이지

절망 팝업 X마스 카드

## 20권
- 표지

코부시 아비루
- 앞쪽 속표지

붕대를 푼 코부시 아비루가 "벗기지 말아요"라고 말한다. 안구의 톤이 다르다.
- 타이틀 등장 인물

이토시키 노조무
- 목차 등장 인물

오토나시 메루, 우로펭
- 뒤쪽 속표지

카가 아이의 4컷만화
- 보너스 페이지

조시라쿠의 패러디 단편 만화.

## 21권
- 표지

키무라 카에레
- 앞쪽 속표지

카가 아이의 4컷만화
- 타이틀 등장 인물

쇼와 시대의 일본이 그려져 있다. - 컬러
- 목차 등장 인물

단체 등장 씬 - 컬러
- 뒤쪽 속표지

키무라 카에레의 페이퍼 크래프트가 그려져 있다.
- 보너스 페이지

키츠 치리의 치리 참보.

## 22권
- 표지

오토나시 메루
- 앞쪽 속표지

오토나시 메루가 독설 메일을 보여준다.
- 타이틀 등장 인물

이토시키 노조무, 우로펭
- 목차 등장 인물

네즈 미코, 마루우치 쇼코
- 뒤쪽 속표지

카가 아이의 4컷만화
- 보너스 페이지

등장인물 몇명의 헤어스타일 카탈로그가 실려있다.

## 23권
- 표지

키츠 치리
- 앞쪽 속표지

머리를 빗겨지고 있는 키츠 치리.
- 타이틀 등장 인물

이토시키 노조무
- 목차 등장 인물

이토시키 미코토, 코부시 아비루
- 뒤쪽 속표지

카가 아이의 단편만화
- 보너스 페이지

짤막한 스핀오프 만화가 실려있다.

## 24권
- 표지

세키우츠 마리아 타로
- 앞쪽 속표지

키츠 치리의 머리카락을 나누는 히토 나미와 코부시 아비루.
- 타이틀 등장 인물

이토시키 노조무
- 목차 등장 인물

키무라 카에레
- 뒤쪽 속표지

스핀오프 4컷 만화
- 보너스 페이지

짤막한 스핀오프 만화가 실려있다.
- 표지

히토 나미
- 앞쪽 속표지

치마를 살짝 들어보이는 세키우츠 마리아 타로. 뒤에는 도쿄구 도지사 선거가 적혀있다. 도지사 선거에서 특정후보가 아동 포르노 규제법을 내걸었기 때문.
- 타이틀 등장 인물

이토시키 노조무
- 목차 등장 인물

냔마게, 갓파 (24권 참조)
- 뒤쪽 속표지

250회 자축만화
- 보너스 페이지

짤막한 스핀오프 만화가 실려있다.